# Assad Vala
Asadollah Vala (bekannt als Assad Vala; * 5. August 1987 in Port Moresby, Papua-Neuguinea) ist ein papua-neuguineischer Cricketspieler, der seit 2005 für die papua-neuguineanische Nationalmannschaft spielt.

## Aktive Karriere
Sei Debüt für die Nationalmannschaft gab Vala bei der ICC Trophy 2005. Vala gab sein ODI-Debüt für Papua-Neuguinea im November 2014 gegen Hongkong. Das Twenty20-Debüt folgte beim ICC World Twenty20 Qualifier 2015 gegen Irland. In Hongkong erzielte er im November 2016 in der ODI-Serie ein Fifty über 70 Runs. Im April 2017 reiste er mit dem Team in die Vereinigten Arabischen Emirate und erzielte dort zwei Mal drei Wickets (3/20 und 3/30). Beim ICC Cricket World Cup Qualifier 2018 erreichte er gegen die West Indies 57 Runs. Im März 2019 folgte in der Ostasien/Pazifik-Qualifikation für die Twenty20-Weltmeisterschaft ein Fifty über 68 Runs gegen die Philippinen, wofür er als Spieler des Spiels ausgezeichnet wurde. Bei den Pazifikspielen im Juli 2019 erreichte er drei Wickets (3/27) gegen Vanuatu. Bei einem Drei-Nationen-Turnier in den Vereinigten Staaten im September 2019 erreichte er ein Century über 104 Runs aus 114 Bällen gegen Namibia, wofür er ausgezeichnet wurde. Daraufhin folgte der ICC Men’s T20 World Cup Qualifier 2019, bei dem er erst ein Fifty über 53* Runs gegen Bermuda und dann drei Wickets gegen Namibia (3/19) und Kenia (3/7) erreichte. Letzteres half dabei die Qualifikation zu sichern.
Nach der Unterbrechung auf Grund der COVID-19-Pandemie erzielte er im September 2021 in einer ODI-Serie gegen die Vereinigten Staaten ein Fifty über 61 Runs. In dem darauf folgenden Drei-Nationen-Turnier im Oman erreichte er ein weiteres Fifty über 62 Runs gegen den Gastgeber. Kurz darauf erreichte er gegen Schottland 55 Runs. Daraufhin führte er das Team als Kapitän zum ICC Men’s T20 World Cup 2021, wo ihm gegen den Oman 56 runs gelangen, was jedoch nicht zum Sieg reichte. Im März 2022 erzielte er erst in den Vereinigten Arabischen Emiraten 68*, in Nepal 60 Runs und gegen Malaysia 74* Runs. Beim ICC Men’s T20 World Cup Global Qualifier Group B 2022 folgten 93* Runs gegen Uganda und drei Wickets (3/18) gegen die Vereinigten Staaten, was jedoch nicht für die Qualifikation reichte.
Im September erreichte er bei einem heimischen Drei-Nationen-Turnier gegen die Vereinigten Staaten ein Fifty über 64 Runs und drei Wickets (3/17), wofür er als Spieler des Spiels ausgezeichnet wurde. Ein weiteres Turnier in Namibia führte zu zwei weiteres Fifties gegen Namibia (59 Runs) und die Vereinigten Staaten (94 Runs). Bei einem Drei-Nationen-Turnier in den Vereinigten Arabischen Emiraten im Februar 2023 folgten dann zwei Mal drei Wickets gegen Nepal. Im März folgten dann ein Fifty gegen die vereinigten Arabischen Emiraten (65 Runs), bevor er zwei weitere beim ICC Cricket World Cup Qualifier Play-off 2023 zwei weitere gegen Namibia (65 Runs) und Jersey (57 Runs) erreichte. In der Saison 2023 führte er das Team bei der Qualifikation zur nächsten Twenty20-Weltmeisterschaft, unter anderem mit einem Fifty über 59 Runs gegen die Philippinen und konnte sich mit dem Team den Titel sichern. In der Vorbereitung dazu erreichte er ein Fifty in der Twenty20-Serie im Oman.

## Privates
Vala ist verheiratet mit Pauke Siaka, die ebenfalls Cricket für Papua-Neuguinea spielt.